# 张遵 (唐朝)
张遵(769年—830年） 字修本，其先南阳人也。后因做官，遂家于陕西，今为陕西之平陆人。曾在成德节度使王武俊、王士真、王承宗帐下任职二十余年，历任邢州刺史、洺州刺史、楚州刺史、亳州刺史，唐文宗大和元年任邕州刺史、本管经略招讨处置等使，任至大和四年。

## 家世
曾祖张议福，唐蔚州刺史。祖张守环，唐左羽林大将军。父张献弼，唐忠万二州刺史、兼本州团练使，赠工部尚书。

## 生平
公少以门荫授解褐官。年廿，亲裴氏怀恋伯兄，遣省伯舅于镇州。时属军宴王公，大张乐于庭，公观焉，乃为镇帅王公（王武俊）见公身长七尺，美须眉，与语良久，便授押衙。明日，兼内院兵马使。不旬月，奏事唐德宗，授兼监察御史，依前押衙，曰奇士也。及王士真知留后，寻改殿中侍御史。王承宗摄留后，国家变更镇事，以薛昌朝为帅，发将军景忠信削夺承宗官爵。朝廷振威，成德偳恐。承宗称疾，监军验伏。此时公乃请见，既而承宗曰：“天子不察，宰臣不言，诸将伦安，土地割裂。”公曰：“某亦恐诸将人人异图。”公又曰：“今范阳无事，青郓无事，泽潞无事，沧景无事，天将以镇冀观主上政令，试我公制作。今若忠信不动，可以息词。”于是庭陈将卒，承宗坚卧，一切以公止遏。忠信宣传告毕，刃不得下，公之力也。制使归，具述公之方略，唐宪宗曰：“我与宪官信不虚也。”寻有诏赦承宗，公独授侍御史，依前军职入奏，婚故御史中丞忻王傅豆卢公讳靖女。夫人曾祖光祚，皇丹、延二州刺史。祖雄，皇司农卿，赠左散骑常侍。太夫人裴氏，即夫人外老姨也。公既丁外艰，成德军众请墨缞从事。公恳请葬毕，赢形泣血，行路哀之。固请一身归葬，妻子男女悉留镇州。承宗许护丧归东都。葬毕，犹隐居故里。无几，诏追起复，授宁远将军、守左武卫将军、检校大理卿、兼侍御史。寻除右骁卫将军，赐紫金鱼袋。会镇帅祥斋大增先福，以公一家维系，尽放南归。时泽潞用兵，诏选文武，中外无阻者授之，优诏授邢州刺史，廉史奏加御史中丞，改洺州刺史，追入拜右龙武军将军知军事。不数月，授楚州刺史，又改亳州刺史。百姓咸悦，请立德政碑。就加御史大夫。溪獠侵边，屡从南鄙。诏迁邕州刺史、本管经略招讨处置等使。亦既至止，会有南方商旅曾贸易于亳者，曰：“吾知公之政矣。”人或嗜利，利不可干；人或好名，名不可黜。所以出入成德二十余年，忘身立忠，事溢人听。至有巡抚诸洞物，无私犯。由此吏畏威，人悦德。四年政满，表情北归，优诏追复，将有大用。行次大和四年八月六日（830年8月27日），薨于潭府旅馆，享年六十二。奏闻，上辍次罢朝，诏赠左散骑常侍。夫人元和九年，封南阳县君。长庆四年，改封南阳郡君。大和三年六月廿二日（829年7月27日），终于邕州官舍，享年四十二。有女三人，长适滑州匡城县尉萧枢，次女适均州录事参军杨玞，三女适严州刺史马贞肃。子一人绍，年始九岁。以大和五年二月三日，归祔于河南县金谷乡泉源里侍先茔。